# Eucharia lugens
Eucharia lugens är en fjärilsart som beskrevs av O. Schultz 1908. Eucharia lugens ingår i släktet Eucharia och familjen björnspinnare. Inga underarter finns listade i Catalogue of Life.